# Русский язык в Латвии

Доля русскоязычных жителей в отдельных муниципалитетах и крупных городах в 2011 году

Русский язык в Латвии (латыш. Krievu valoda Latvijā) — второй по распространённости и по количеству носителей в качестве родного языка в Латвии. В 2021 году, согласно переписи населения Латвии, насчитывалось около 464 тысяч человек, являющихся этническими русскими (свыше 24 % от всего населения страны). Однако в целом русский язык для общения использовало 37,7 % населения республики (данные 2017 года).

## История

### До 1940 года

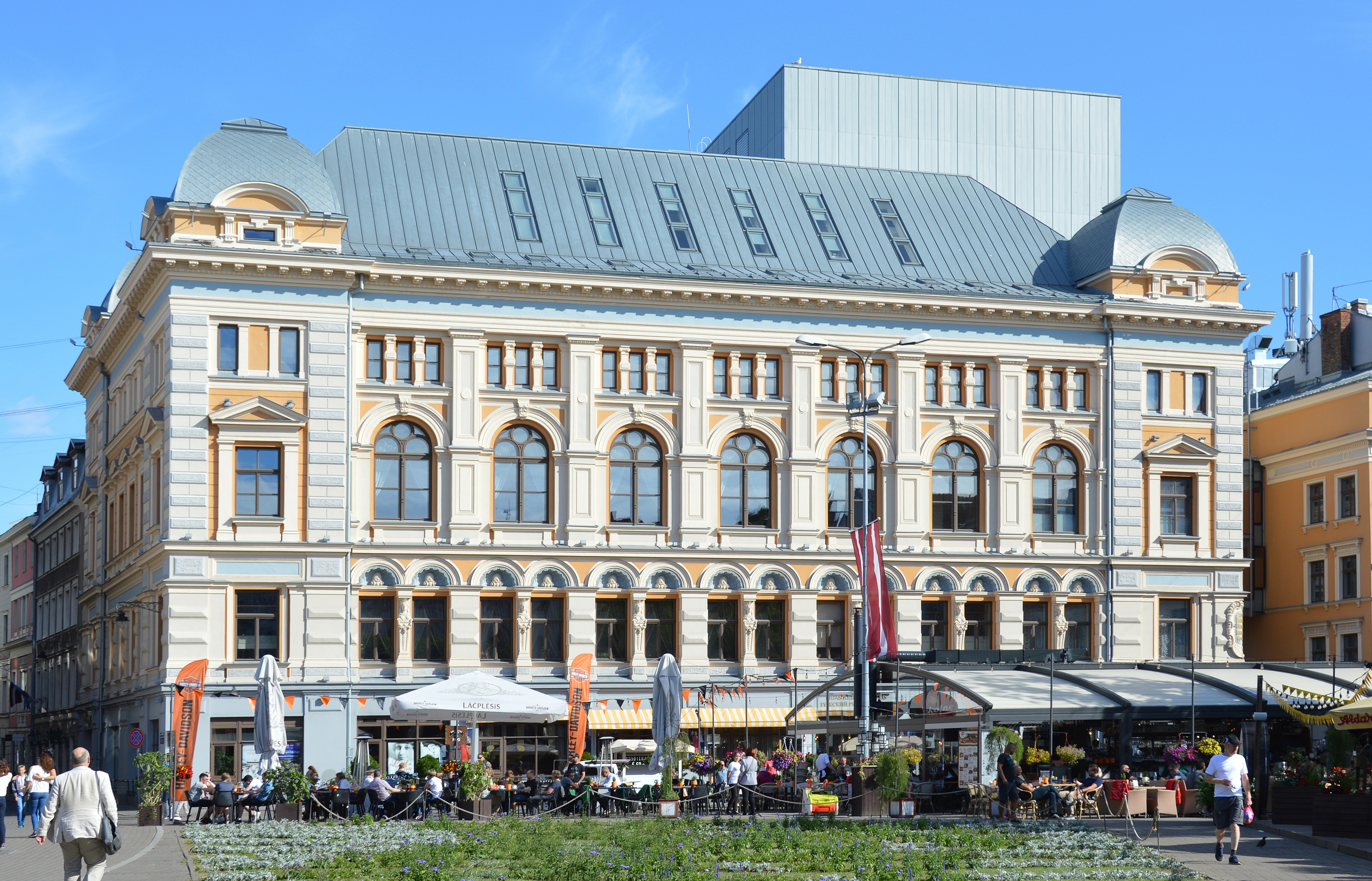
Рижский русский театр имени М. Чехова (здание бывшего русского купеческого общества «Улей»)

К языковым контактам с восточными славянами рубежа первого и второго тысячелетий н. э. восходят многие слова латышского языка: в частности, латышское наименование русских — krievi — происходит от названия восточно-славянского племени кривичей. После Северных крестовых походов связь с русской культурой резко сократилась, в основном её поддерживали купцы [см. Русское подворье (Рига)].
Русская община непрерывно существует на территории нынешней Латвии по меньшей мере со второй половины XVII века (волна старообрядческой эмиграции). Она выросла в XVIII—XIX веках в связи с присоединением к России и быстрым экономическим развитием остзейских губерний. При императорах Александре III и Николае II проводилась политика замены немецкого языка в местной системе образования и делопроизводстве русским языком. Во входившей в Витебскую губернию Латгалии город Динабург был переименован в Двинск (таким же образом крепость Динамюнде близ Риги стала называться Усть-Двинск).
Несмотря на отток русскоязычного населения во ходе Первой мировой войны, русская община осталась многочисленной и после провозглашения независимости Латвии. Частично это было связано с тем, что Рига стала одним из центров белой эмиграции. На русском языке, наряду с латышским и немецким, можно было выступать в Сейме (парламенте Латвии).

### Советский период
В советское время доля русскоязычного населения резко выросла, как за счёт иммиграции, так и в результате использования русского языка представителями других национальностей. Однако, самый большой вклад внесла советская политика русификации. Поскольку сотни тысяч жителей Латвии погибли (в том числе большая часть еврейской общины) или эмигрировали (большинство немцев, часть латышей) во время Второй мировой войны, для работы на предприятиях Латвийской ССР массово привлекались рабочие и служащие из других республик, в большинстве своём русскоговорящие. Иммиграции способствовал и медленный естественный прирост населения. 
Русский язык занимал ведущую роль в сферах, интегрированных на общесоюзном уровне (железная дорога, государственная безопасность и др.) и в латышский язык вновь стали активно внедряться русизмы, например, «atskaite» (калька с «отчёт») вместо «pārskats». На русском языке в 1987 году было поставлено только 26 % спектаклей в театрах Латвии. По данным переписи 1989 года русским языком владело 81,6 % населения Латвийской ССР, в том числе 68,3 % латышей. К моменту этой переписи 42 % населения считало русский язык родным, но с тех пор эта доля снижается. Более крупным в процентном отношении лингвистическим меньшинством в Европе является лишь франкоязычная община Бельгии. Из европейских стран, не входящих в ЕС, только русскоязычное население Украины имеет сравнимую долю среди всего населения: 32—36 % граждан Украины общаются дома только на русском, ещё 22—29 % — и на русском, и на украинском языках.

## Географическое распределение

Доля русских в составе населения по странам Балтии
(2021 г.)

Русскоговорящие жители Латвии в основном сконцентрированы в крупных городах, а также на востоке страны — в Латгалии, что обусловлено историческими факторами.
По данным переписи населения Латвии 2000 года, русский язык был родным в Даугавпилсе для 80,4 % жителей города, в Резекне — для 58,5 %, в Риге — для 55,1 %, в Юрмале — для 45,9 %, в Лиепае — для 43,4 %, в Елгаве — для 42,3 % и в Вентспилсе — для 41,8 %. В сельской местности, кроме Рижского региона и граничащей с Россией и Беларусью Латгалии, доля русскоязычных намного ниже, чем в городах.

## Русскоязычное население по переписям населения
Данные переписей XX и XXI веков давали следующие сведения о русском языке в Латвии:
| Год                                                                     | 1930       | 1959       | 1970    | 1979    | 1989    | 2000    | 2011       | 2021   |
| Владеют языком                                                          | нет данных | нет данных | 67,1 %  | 76,8 %  | 81,6 %  | 81,2 %  | нет данных |        |
| Родной язык                                                             | 13,3 %     | 31,4 %     | 35,9 %  | 40,2 %  | 42,1 %  | 37,5 %  | 37,2 %     |        |
| Этнические русские                                                      | 8,8 %      | 26,8 %     | 30,0 %  | 32,8 %  | 34,0 %  | 29,6 %  | 26,9 %     | 24,5 % |
| Превышение числа считающих русский язык родным над этническими русскими | 151,1 %    | 117,1 %    | 119,7 % | 122,6 % | 123,8 % | 126,7 % | 138,4 %    |        |

В ходе переписи 2000 года населению задавался вопрос о родном языке. При проведении переписи 2011 года понятие «родной язык» было изменено на «язык домашнего обихода», что не является тождественным, как свидетельствуют переписи населения в Канаде.

### Опросы
Опрос 2005 года показал, что русский язык был первым языком в Латвии по общему владению, независимо от уровня (94 % по сравнению с 91 % для латышского языка). Подобный расклад объясняется тем, что традиционно русскоязычные дети Латвии в возрасте до 15 лет лучше владеют латышским языком, чем латышские дети русским, однако эта пропорция быстро меняется: с возрастом латыши в целом более склонны к улучшению своего знания русского языка. В свою очередь, опрос 2008 года показал, что знание русского языка постепенно ухудшается среди этнических латышей, по крайней мере в субъективном восприятии: если в 1996 году 84 % латышей свои русскоязычные навыки оценивали как хорошие, то в 2008 году таковых было уже только 69 %. Ниже всего уровень знания русского языка был в возрастной группе 15—34 лет (русский язык хорошо знали 54 %, средне и слабо — 38 % молодых латышей, а 8 % сказали, что русский язык не знают совсем).

## Русский язык в современной Латвии

### Попытки интеграции русскоязычных жителей Латвии

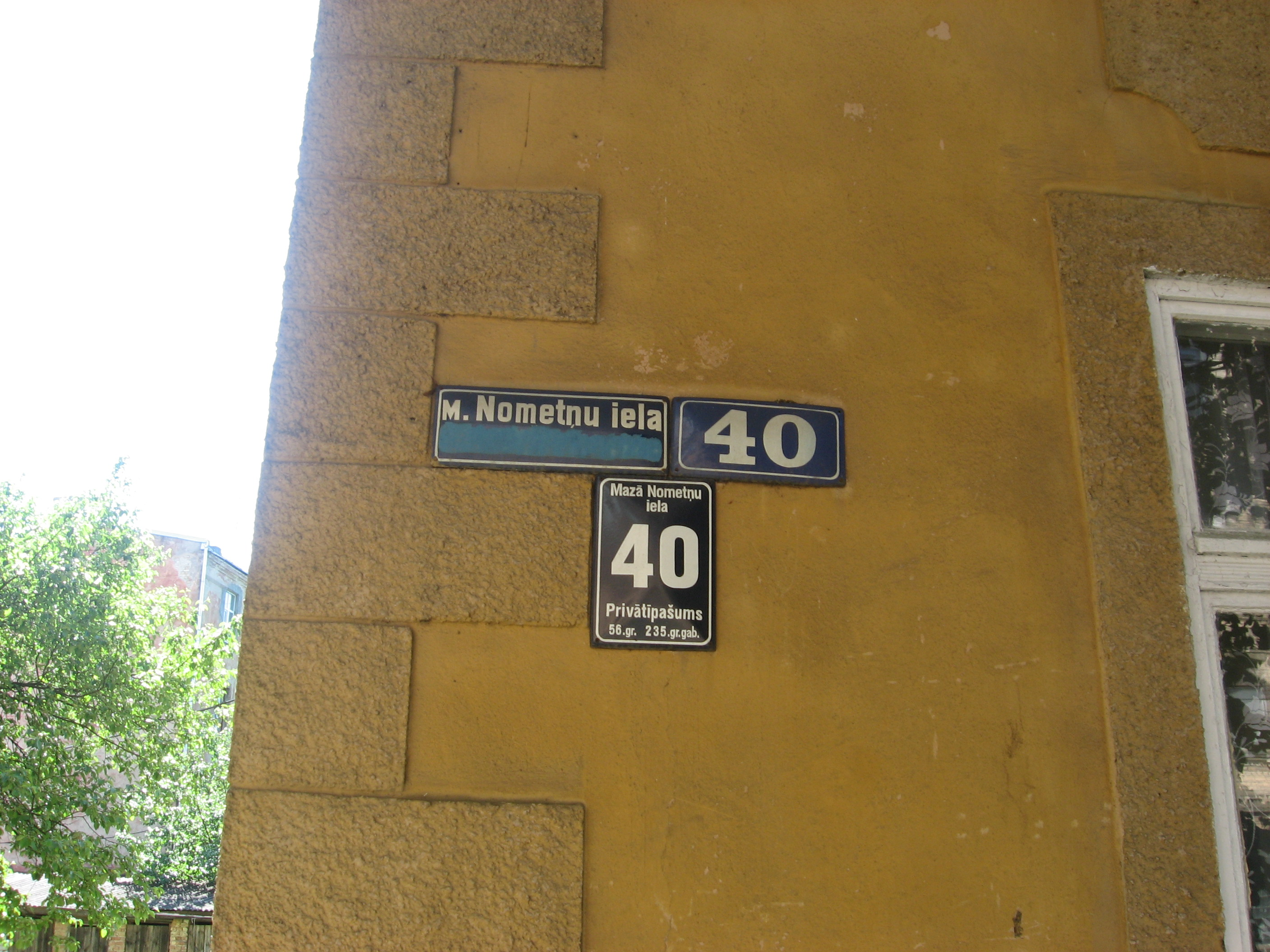
Закрашенная надпись на русском языке (в соответствии с Законом о государственном языке Латвии)

Первоначальная концепция интеграции русскоязычной и латышскоязычной общин после 1991 года сводилась к простой ассимиляции русскоязычных: в государственной концепции интеграции было сказано, что общественная интеграция может проходить только на основе латышского языка.
Согласно статье 5 «Закона о государственном языке» 1999 года, все языки, кроме латышского и ливского, считаются иностранными.

### Политический и правозащитный вопрос
С конца 1980-х годов с переменной активностью выдвигалось требование придания русскому языку статуса второго государственного или официального. По данным социологического опроса «На пути к гражданскому обществу» (2000 г.), положительное или скорее положительное отношение к данному требованию выразили 84 % неграждан и 26 % граждан Латвийской Республики.
Согласно данным исследования SKDS 2005 года, 47,3 % латышей и 9 % русскоязычных (31 % населения) считали, что интересы русскоязычных в Латвии учитываются в большей мере, чем следует, 17,5 % латышей и 68,1 % русскоязычных (38,9 % респондентов) — что они учитываются недостаточно. 46,3 % латышей и 9,9 % русскоязычных (30,9 % населения) считали, что численность русскоязычных представляет угрозу для латышского языка и культуры, не согласны с этим утверждением 81,8 % русскоязычных и 42,2 % латышей (59 % респондентов).
По данным исследования БИСН 2004 года, за присвоение статуса второго государственного языка русскому выступали 19 % латышей, 87 % русских и 75 % представителей других национальностей (всего 51 % респондентов), против — 77 % латышей, 8 % русских и 18 % представителей других национальностей (всего 44 % респондентов; следует учесть, что более четверти русских и представителей других национальностей не имеют права голоса).
Среди партий Латвии партия Русский союз Латвии предлагала расширить возможности образования на русском языке и присвоить ему официально закреплённый статус, не требуя присвоения ему статуса государственного. Центр согласия предлагал принять декларацию Сейма, признающую за русским языком значение языка межэтнического общения жителей Латвии наряду с латышским. Правительство в своей декларации выдвигает задачу постепенного перевода образования на государственный язык.
Международные организации неоднократно высказывали Латвии рекомендации расширить использование языков меньшинств в административной деятельности[прояснить], а также обеспечить гибкость и сотрудничество с родителями в переходе к билингвальному образованию.
В 2011 году министр культуры С. Элерте заявила, что «если бы в самоуправлениях был введён русский язык, то таким образом подверглись бы дискриминации, например, те граждане Латвии, которые получили хорошее образование в западных вузах, вернулись в Латвию, но не смогут работать в таких самоуправлениях, если не будут знать русского. Приходит в голову сравнение: если в какой-то ирландский город приезжает солидное число иммигрантов из Латвии, они же не считают, что в самоуправлениях надо ввести латышский язык как второй» и «Проблема Латвии — живущая в параллельном мире на протяжении нескольких поколений, часто даже с другой геополитической идентичностью, большая группа людей, говорящая на русском языке». Её советник А. Бердников в том же году заявил, что русский язык в Латвии находится под угрозой, и на это есть немало причин.
18 февраля 2012 года состоялся референдум по поправкам к Конституции, на котором 17,69 % избирателей (24,9 % из пришедших на референдум), или 273,3 тысячи граждан, проголосовали за придание русскому языку статуса второго государственного.

## Образование на русском языке

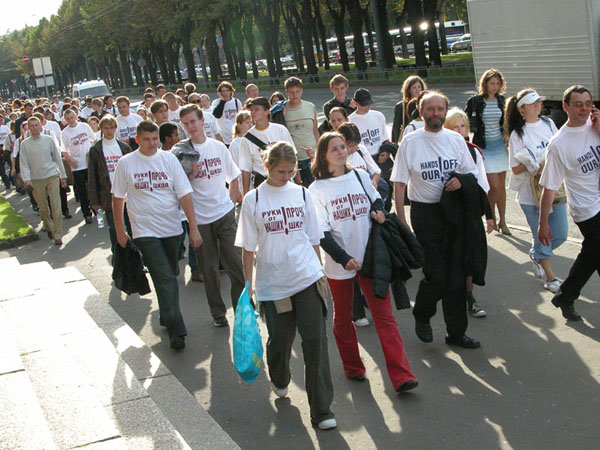
Шествие в защиту русских школ (2003 г.)

### Общее образование
Первая русская школа в Риге (Екатерининское уездное училище) была открыта в 1789 году. Со временем сеть русских школ расширилась (так, в 1868 году в Риге были основаны мужская и женская гимназии) и была защищена Законом об учебных заведениях Латвии 1919 года. Уже при парламентском строе предпринимались попытки сократить использование русского языка в образовании, но лишь в 1930-х годах при авторитарном режиме К. Улманиса они были воплощены в жизнь — число русских основных и средних школ сократилось с 236 и 12 в 1933/34 до 144 и 2 в 1939/40 учебном году. Русские школы существовали и при нацистской оккупации Латвии.
В 1990 году в Латвийской ССР на русском языке обучалось (без учёта спецшкол и спецклассов) 155,2 тыс. школьников (40,2 % от их общего числа).
В 2002 году в качестве родного русский язык изучали около 120 тысяч учащихся в 180 школах с русским языком обучения и в 133 смешанных (двухпоточных) школах. В 2004 году в Латвии было 166 школ с русским языком обучения и 124 двухпоточных школы, в которых обучалось до 40 % детей школьного возраста. Мнение, что государству в будущем не следует финансировать русские школы, а только латышские, по исследованию SKDS 2005 года, поддержали 36,1 % латышей и 4,2 % русскоязычных (соответственно — 22,6 % всех респондентов, но 27,2 % граждан), не поддержали 54,5 % латышей и 89,5 % русскоязычных (соответственно — 69,4 % респондентов, но 64,2 % граждан). Вместе с тем в Латвии в 2000-е годы отмечен рост популярности образования на русском языке: если в 2001 году на русском языке обучались 14,0 тыс. первоклассников, а в 2008 году уже 18,5 тыс.
В школах Латвии в 2000-е годы также выросла доля учеников, изучающих русский язык как иностранный: в 2001/02 учебном году — 33,6 %, а в 2011/12 учебном году уже 41,2 %. На 2017 год русский язык как иностранный изучало около 60 тысяч школьников. На 2018 год статистические данные указывают, что русский как иностранный изучают 68 883 учащихся.
Число и доля учащихся в русских школах Латвии сокращается, хотя, по данным латвийского политолога Нила Муйжниекса, только 5 % русских родителей готовы отдавать своих детей в латышские школы. Во многих краях Латвии все русские школы закрыты. К 2013/2014 учебному году русских общеобразовательных (дневных) школ было 88, двухпоточных русско-латышских — 57.
По состоянию на 2011 год, согласно статье 9 и пункту 9 Переходных правил Закона об образовании, в публичных средних школах (10—12 классы) с 2004—2006 гг. не менее 60 % учебного материала должно преподаваться на латышском языке. Данную реформу, по оценкам исследования БИСН, в 2004 году поддерживало 76 % латышей и 29 % представителей нацменьшинств, не поддерживало 18 % латышей и 68 % представителей нацменьшинств.
В 2010—2011 годах по инициативе партий «Всё для Латвии!» и ТБ/ДННЛ был организован сбор подписей под законопроектом о ликвидации бесплатного образования на русском языке в форме поправок к конституции о том, что государство гарантирует бесплатное образование лишь на государственном языке. Сбор подписей дошёл до фазы сбора подписей Центризбиркомом; в итоге подписалось 120 433 имеющих право голоса гражданина при требуемых для передачи поправок в Сейм 153 232. 
В 2018 году приняты изменения к Закону об образовании о преподавании только на латышском в средней школе и в основном на латышском — с первого класса.
23 апреля 2024 года правительство Латвии утвердило изменения в правилах о стандарте основного образования, согласно которым в основной школе с 2026/27 учебного года начнётся постепенный отказ от преподавания русского как второго иностранного языка. К моменту внесения изменений русский язык в качестве второго иностранного изучали почти в половине латвийских школ. Правила изменены с целью ввести в школах вместо русского какой-либо из официальных языков Евросоюза либо Европейской экономической зоны (ЕЭЗ) или же иностранный язык, изучение которого регулируется заключёнными межправительственными договорами в сфере образования. Русский не является ни одним из таких языков.
По данным Минобразования Латвии, в 2020/21 учебном году только русский как второй иностранный изучался в 315 из 685 школ, 2021/22 учебном году — в 320 из 668 школ, а в 2022/23 учебном году — в 282 из 647 школ страны. Министерство указало, что в части школ альтернатива русскому языку просто не предлагается.

### Высшее образование
В 1921 году был создан частный Русский институт университетских знаний (изначально как Русские университетские курсы), закрытый при авторитарном режиме К. Улманиса. В 1926 году в Риге открылись Государственные русские педагогические курсы (действовали до 1932 года), в 1927 году в Резекне — Государственный русский педагогический институт (закрыт в 1936 году).
В Латвийской ССР большинство программ вузов были двухпоточными, некоторые — только русско- или (в ЛГУ) латышскоязычными.
С 1999 года, согласно Закону об образовании, в государственных вузах обучение должно вестись только на латышском языке (исключения существуют в области филологии, есть также ряд программ с образованием на английском). На 2008 год на русском языке учатся в девяти из пятнадцати частных вузов, причём на русском учится 34 % студентов частных вузов и более 10 % всех студентов страны. По оценке, данной в 2011 году депутатом Сейма И. Пименовым, 47 % иностранных студентов в Латвии учились на русском языке. По состоянию на 2018 год, на русском языке в публичных вузах училось 176 студентов (0,3 %; на русском преподаётся программа русской филологии в Латвийском университете) и в публичных колледжах 0, в частных вузах — 30 % и в частных колледжах — 3 %. В целом доля обучающихся на русском составила 7 % в вузах и 1 % в колледжах.
В 2018 году приняты изменения к Закону о высших учебных заведениях о преподавании теперь и в частных вузах, за немногими исключениями, только на официальных языках Евросоюза.

## СМИ и сфера культуры

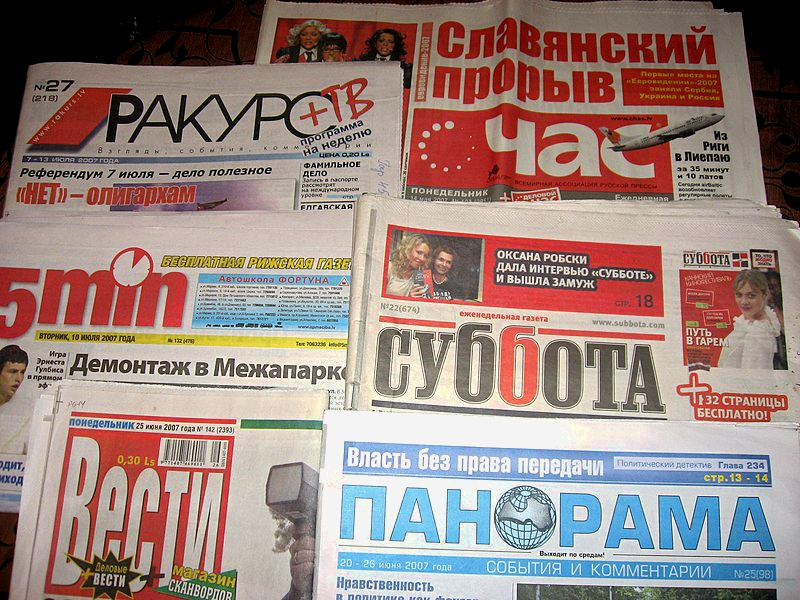
Печатные издания Латвии на русском языке (2007 г.)

Первая газета на русском языке в Риге — «Российское еженедельное издание в Риге» — стала выходить в 1816 году, в Двинске (ныне Даугавпилс) — «Двинский листок» — в 1900 году. Известнейшая русская газета Латвии имперского периода — «Рижский вестник», во времена Первой республики — «Сегодня», газеты Латвийской ССР — «Советская Латвия», «Советская молодёжь» и «Ригас балсс».
В 1990-х годах основными ежедневными русскими газетами были «Панорама Латвии», созданная на основе «Советской Латвии», «СМ-сегодня» (бывшая «Советская молодёжь») и новая «Бизнес&Балтия». Среди еженедельников влиянием пользовались «Русский путь» (переименованный позднее в «Русскую газету», а затем в «Наше время») и «Будни».
На 2019 год в Риге на русском языке выходили ряд газет и журналов, в том числе ежедневные «Сегодня» (бывшее «СМ-сегодня» и «Вести Сегодня») и местный выпуск «Спорт-Экспресса». На 2019 год также русские газеты выходили в Даугавпилсе, Резекне, Вентспилсе, Огре, Краславе, и Лудзе. Всего же в 2007 году в 13 населённых пунктах Латвии на русском языке (исключительно на нём или наряду с латышским) издавалось 62 из 259 латвийских газет.
Первое упоминание о спектакле на русском языке в Риге относится к 1798 году. С 1883 г. работает Рижский русский театр им. М. Чехова; русская труппа наряду с латышской есть в Даугавпилсском театре (основан как русский театр в 1856 году) и, с 1946 года, в Латвийском театре кукол, основанном в 1944 г. В Риге также работает частный русскоязычный театр «Общество свободных актёров», в Резекне — двуязычный «Йорик». На русском языке десятилетиями работали позднее покинувший Латвию Драматический театр Балтийского флота в Лиепае, а также закрытые в 1990-е годы Государственный театр юного зрителя Латвийской ССР и Рижский государственный театр оперетты (оба имели также латышские труппы).
В Союзе советских писателей Латвии существовала русская секция; с 1977 по 2008 год выходил литературный журнал «Даугава». На русском языке творили также и латышские писатели, включая А. Чакса, Я. Порукса и О. Вациетиса. Существуют музыкальные группы и певцы, выступающие на русском языке, к примеру, А. Яхимович.
На русском языке в Латвии развит Интернет, содержится значительная часть библиотечного фонда. Например, материалы на русском составляли 24,53 % фондов Рижской центральной библиотеки в начале 2017 года. В последние годы эта доля падает — ещё в начале 2005 года она составляла 34,35 %, в начале 2008 года — 26,66 %, хотя и тогда была меньше доли русскоязычных среди рижан по переписи 2000 года — 55,1 %, как указано выше. C 1990 по 2005 год число единиц хранения на русском языке в Рижской центральной библиотеке (РЦБ) сократилось на 87,5 %, а их доля в фондах снизилась с 74,7 % до 31,2 % (в эти годы шло исключение из фондов литературы, отражавшей социалистическую идеологию, и число единиц хранения на латышском также упало, но меньше — на 19,0 %, а доля их выросла). На конец 2017 года в РЦБ на русском языке осталось только 23,78 % единиц фонда библиотеки. В Латвийской национальной библиотеке материалы на русском языке к концу 2007 года составляли 37 % фондов (29 % фондов по языкам не делились), но среди единиц хранения, приобретённых в 2007 году — лишь 12 %.
Статья 66 Закона об электронных СМИ ограничивает вещание на языках меньшинств на государственном радио и телевидении: запрещает его на первых каналах, а на вторых устанавливает требование в основном использовать латышский. Статья 32 того же закона ограничивает вещание теле- и радиоканалов, имеющих статус национальных или региональных СМИ, не на латышском языке 35 % эфирного времени. До решения Конституционного суда 2003 года по заявлению депутатов ЗаПЧЕЛ частные радио и телевидение не имели права вещать на языках меньшинства более 25 % эфирного времени. В 2007 г., по данным Национального совета по радио и телевидению, 31 % вещания на радио и 25,9 % на телевидении было на русском языке.

## Особенности языка
Встречаются следующие ошибки: «поставить экзамен» вместо «сдавать экзамен», «попрощаться от кого-либо», использование слова «агентура» в значении «агентство», слова «провокативный» (латыш. provokatīvs) вместо «провокационный».
В некоторых районах отмечаются заимствования из белорусского и польского языков, русского просторечия и старожильческих говоров Латгалии. Среди таких явлений — дзеканье, отвердение ч и щ, дифтонгическое произношение о в отдельных словах шкуола, вуот, отсутствие удвоения согласных в произношении касса, гамма.